# 芒特奧利夫鎮區 (阿肯色州伊澤德縣)
芒特奧利夫鎮區（英語：Mount Olive Township）是位於美國阿肯色州伊澤德縣的一個行政鎮區。

## 地方資料
芒特奧利夫鎮區的面積為26.92平方千米，當中陸地面積為26.65平方千米，而水域面積為0.27平方千米。根據2010年美國人口普查的數據，當地共有人口75人，而人口密度為每平方千米2.79人。